# Équipe de Nouvelle-Zélande de rugby à XV à la Coupe du monde 1999
L'équipe de Nouvelle-Zélande a terminé quatrième de la Coupe du monde de rugby 1999, elle a été battue par l'équipe de France en demi-finale, puis par l'équipe d'Afrique du Sud lors de la petite finale.
Les joueurs ci-après ont joué pendant cette coupe du monde 1999. Les noms en gras désignent les joueurs qui ont disputé les six matchs de la Nouvelle-Zélande.

## Première Ligne
- Craig Dowd (6 matchs)
- Kees Meeuws (5 matchs)
- Carl Hoeft (5 matchs)
- Anton Oliver (5 matchs)
- Mark Hammett (3 matchs)
- Greg Feek (3 matchs)

## Deuxième Ligne
- Norm Maxwell (5 matchs)
- Robin Brooke (5 matchs)
- Royce Willis (5 matchs)
- Ian Jones (3 matchs)

## Troisième Ligne
- Taine Randell  (capitaine) (6 matchs)
- Reuben Thorne (5 matchs)
- Josh Kronfeld (5 matchs)
- Scott Robertson (1 match)
- Dylan Mika (2 matchs)
- Andrew Blowers (1 match)

## Demi de mêlée
- Justin Marshall (5 matchs)
- Byron Kelleher (4 matchs)
- Rhys Duggan (1 match)

## Demi d’ouverture
- Andrew Mehrtens (5 matchs)
- Tony Brown (3 matchs)

## Trois-quarts centre
- Alama Ieremia (5 matchs)
- Christian Cullen  (6 matchs)
- Daryl Gibson (5 matchs)
- Pita Alatini (2 matchs)

## Trois-quarts aile
- Jonah Lomu  (6 matchs)
- Tana Umaga (5 matchs)
- Glen Osborne (1 match)

## Arrière
- Jeff Wilson (6 matchs)

## Meilleurs marqueur d'essais néo-zélandais
- Jonah Lomu : 8 essais

## Meilleur réalisateur néo-zélandais
- Andrew Mehrtens : 79 points